# Aleksandr Biełow (sierżant)
Aleksandr Fiodorowicz Biełow (ros. Александр Фёдорович Белов, ur. 30 listopada 1923 we wsi Duszyłowo w rejonie furmanowskim w obwodzie iwanowskim, zm. 5 kwietnia 1980 w Furmanowie) – radziecki wojskowy, starszy sierżant, Bohater Związku Radzieckiego (1980).

## Życiorys
Urodził się w rodzinie chłopskiej. Po ukończeniu szkoły podstawowej pracował jako wiertacz w zakładzie odlewniczo-mechanicznym w Furmanowie, w 1942 został powołany do Armii Czerwonej. Od jesieni 1942 brał udział w wojnie z Niemcami, początkowo w walkach pod Rżewem, później pod Duchowszcziną. Uczestniczył w ponownym zajmowaniu przez Armię Czerwoną Smoleńska, Orszy, Witebska, Kowna i w forsowaniu Niemna. Pod Witebskiem, po tym gdy z walki został wyeliminowany karabin maszynowy, uruchomił wraz z innymi żołnierzami działo i zaczął prowadzić odkryty ogień w stronę wroga; został wówczas ranny w głowę, jednak nie opuścił pola walki. Został za to odznaczony Orderem Sławy III klasy. W 1944 przyjęto go do WKP(b). Wyróżnił się podczas walk w Prusach Wschodnich. Według raportu, 17 sierpnia 1944 jako pomocnik dowódcy plutonu 346 pułku piechoty 63 Dywizji Piechoty 5 Armii 3 Frontu Białoruskiego wraz z grupą żołnierzy wpadł do okopu wroga i osobiście zabił 6 hitlerowców w walce wręcz, następnie zatknął czerwoną flagę na brzegu rzeki Szeszupa, gdzie wcześniej stał radziecki znak graniczny nr 50. Później jego pluton odparł 5 kontrataków wroga i utrzymał pozycję. Po demobilizacji w 1945 powrócił do Furmanowa, gdzie pracował na kolei. Gwiazdę Bohatera Związku Radzieckiego odebrał na Kremlu dopiero w marcu 1947.

## Odznaczenia
- Złota Gwiazda Bohatera Związku Radzieckiego (24 marca 1945)
- Order Lenina (24 marca 1945)
- Order Wojny Ojczyźnianej II klasy
- Order Sławy III klasy

I medale.